# Vang Jü-csia
Vang Jü-csia, latin betűs művésznevén Yuja Wang (kínai: 王羽佳, pinjin: Wáng Yǔjiā; Peking, 1987. február 10. –) kínai zongorista.

## Élete, munkássága
Vang Jü-csia Pekingben született szülei, Vang Csian-kuo ütőhangszeres és Csaj Csie-ming balett-táncos egyedüli gyermekeként. Anyja táncost akart nevelni belőle, de hatéves korában mégis zongorázni kezdett. Mint nagy tehetség, csodagyerek, hétéves korától a pekingi Központi Konzervatóriumban tanult. Már a kezdetektől nyilvános koncerteken szerepelt, versenyeken indult, amelyeken mindig első díjjal végzett. Kínán kívül először Japánban lépett fel, ahol megnyerte a 2001-es Szendai Nemzetközi Zenei Versenyt. Tizenegy éves volt, amikor Calgaryban, a Mount Royal College Konzervatóriumban tanult tovább. 2002-ben megnyerte az Aspeni Zenei Fesztivál koncertversenyét, és ebben az évben a philadelphiai Curtis Intézetben Gary Graffman tanítványa lett (Lang Lang is nála tanult). Az intézetben 2008-ban végzett.
2003-ban mutatkozott be Európában, a svájci Tonhalle Zenekar és David Zinman karmester kíséretével Beethoven 4., G-dúr zongoraversenyét játszotta. Észak-amerikai debütálása két évvel ezután Ottawában, Pinchas Zukerman vezetésével történt meg. 2006-ban elnyerte a Gilmore Fiatal Művész-díját. Nemzetközi karrierje szempontjából a nagy áttörés 2007-ben következett be, amikor Martha Argerich helyett ugrott be a Bostoni Szimfonikus Zenekar szólistájaként. A koncerten Csajkovszkij 1. zongoraversenyét játszotta, a karmester Charles Dutoit volt. Vangnak már ezt megelőzően és ezután is volt beugrása: 2005-ben Radu Lupu helyett lépett fel, 2008-ban pedig Murray Perahiát helyettesítette egy teljes amerikai turné során. A világ számos hangversenytermében szívesen látott koncertzongorista: Londonban, Párizsban, Szentpéterváron, Edinburghban, Budapesten, Bukarestben, Caracasban, Tokióban, Kiotóban, Pekingben, Tel-Avivban, Jeruzsálemben, Sydneyben, Amszterdamban, Firenzében, Barcelonában, és természetesen az amerikai nagyvárosokban. Pályafutása során olyan kiemelkedő karmesterekkel dolgozott együtt, mint például Claudio Abbado, Daniel Barenboim, Gustavo Dudamel, Valerij Gergijev, Michael Tilson Thomas, Antonio Pappano, Charles Dutoit és Zubin Mehta.
2009 januárjában  kizárólagos szerződést írt alá a Deutsche Grammophonnal. Bemutatkozó lemezén Chopint, Szkrjabint, Lisztet és Ligetit játszott, a műsor jól megválasztott és merész bemutatója volt tehetségének.
2015-ben otthagyta az Opus 3 Artists ügynökséget és vezetőjét, Earl Blackburnt, aki tizenhat éves kora óta segítette karrierjét, és a Mark Newbanks vezette, londoni székhelyű Fidelio Arts ügynökséghez csatlakozott. Ennek az irodának addig csak három, de fajsúlyos ügyfele volt: Gustavo Dudamel, Lionel Bringuier és Esa-Pekka Salonen karmesterek.
A technikai tudás, a zenei érzék és az érzelmi mélység egyedülálló keveréke Vangot a világ egyik legjobb előadójává tette. Értelmezéseinek ereje a színpadon való kivételes jelenlétének, a repertoár természetességének és a zenei érzék egyértelmű kombinációjából fakad, amely Mozarttól Gershwinig és azon túl is terjed. „A lángoló technika és a ritka költői ösztön kombinációja” – írta róla a Deutsche Grammophon. Szereti az orosz zeneszerzőket, mert mindegyik más világ: „Prokofjev sötét, erőteljes, kaotikus…, Rachmaninov színtiszta románc, néha jazzes, nem túl szentimentális. És Szkrjabin egy teljesen más világ.” Stravinsky korai balettjeit különösen szereti, a Tűzmadárt, a Petruskát és a Tavaszi áldozatot. „A Petruska az egyetlen, amit Stravinsky szólózongorára írt, és engem nagyon vonz a főszereplőjének a karaktere” – magyarázza.
Vang híres-hírhedt a szokatlan fellépő ruháiról: extravagánsak, meglepőek, nagyon elütnek a hangversenytermekben megszokott művész öltözékektől, esetenként támadják is emiatt. Alig takaró, feszes, piciny ruhák, 12 centiméter magas sarkú cipó, furcsa frizura. Nem érdekli a divat és nem érdekli a komolyzenész-etikett sem. „Ha a zene gyönyörű és érzékeny, miért nem igazíthatnám hozzá az öltözködésemet? Ha a zenével meztelenre vetkőzöm, akkor legalább érezzem kényelmesen magam közben” – mondja. Máshol: „26 éves vagyok, ezért 26 évesen öltözöm. [2013-as interjú. – a szerk.] Negyvenéves koromban majd hosszú szoknyába öltözhetek.”
Vang Jü-csia New Yorkban él.

## Díjai, elismerései
- 2006 – Gilmore Fiatal művész-díj
- 2009 – Gramophone Az év fiatal művésze
- 2010 – Avery Fisher Karrier támogatás
- 2011 – Echo Klassik Az év fiatal művésze
- 2017 – Musical America Az év művésze
- 2019 – Gramophone Hangszeres díj

## Felvételei
Válogatás az AllMusic listája alapján.
| Megjelenés | Tartalom                                                                                          | Közreműködők                                                      | Kiadó               |  |
| ---------- | ------------------------------------------------------------------------------------------------- | ----------------------------------------------------------------- | ------------------- |  |
| 2009       | Sonatas & Etudes by Chopin, Scriabin, Liszt & Ligeti                                              |                                                                   | Deutsche Grammophon |  |
| 2010       | Transformation: Stravinsky, Scarlatti, Brahms, Ravel                                              |                                                                   | Deutsche Grammophon |  |
| 2011       | Rachmaninov: Rhapsody on a theme of Paganini; Concrto for Piano and Orchestra No. 2               | Mahler Chamber Orchestra, Claudio Abbado                          | Deutsche Grammophon |  |
| 2012       | Fantasia (Rachmaninov, Scarlatti, Gluck, Bizet, …)                                                |                                                                   | Deutsche Grammophon |  |
| 2013       | Rachmaninov: Piano Concerto No. 3; Prokofjev: Piano Concerto No. 2                                | Simon Bolvar Symphony Orchestra of Venezuela, Gustavo Dudamel     | Deutsche Grammophon |  |
| 2014       | Masterpieces in Miniature (Henry Litolff, Mahler, Fauré, Schubert, …)                             | San Francisco Symphony Orchestra, Michael Tilson Thomas           | SFS Media           |  |
| 2015       | Ravel: iano Concerto in G major; iano Concerto for the Left Hand; Fauré: Ballade in F sharp major | Tonhalle Orchester Zürich, Lionel Bringuier                       | Deutsche Grammophon |  |
| 2018       | The Berlin Recital (Rachmaninov, Szkrjabin, Ligeti, Prokofjev)                                    |                                                                   | Deutsche Grammophon |  |
| 2019       | Blue Hour: Weber, Brahms, Mendelssohn                                                             | Andreas Ottensamer, Berlin Philharmonic Orchestra, Mariss Jansons | Deutsche Grammophon |  |
| 2020       | John Adams: Must the Devil Have All the Good Tunes?                                               | Los Angeles Philharmonic Orchestra, Gustavo Dudamel               | Deutsche Grammophon |  |